# Municipio de Vista Hermosa
El municipio de Vista Hermosa es uno de los 113 municipios en que se encuentra dividido para su régimen interior el estado mexicano de Michoacán de Ocampo. Se encuentra localizado en el extremo noroeste del estado y su cabecera municipal es la población de Vista Hermosa de Negrete.

## Geografía
El municipio de Vista Hermosa se localiza al noroeste del estado de Michoacán, en su límite con el estado de Jalisco y muy cerca al Lago de Chapala. Forma parte de la Ciénega de Chapala,de la región socioeconómica 1. Lerma-Chapala y del Bajío zamorano.
Tiene una extensión territorial total de 148.022 kilómetros cuadrados, que representan el 0.25 % de la extensión total del estado. Tiene como coordenadas geográficas extremas 20°11′-20°21′ de latitud norte y 102°22′-102°33′ de longitud oeste, y su altitud fluctúa entre un máximo de 1700 y un mínimo de 1600 metros sobre el nivel del mar.
Limita al oeste con el municipio de Briseñas, al sur con el municipio de Pajacuarán, al sureste con el municipio de Ixtlán y al este con el municipio de Tanhuato. Al norte limita con el estado de Jalisco, señalando dicho límite el río Lerma y correspondiendo al municipio de La Barca.

## Demografía
La población total del municipio de Vista Hermosa de acuerdo con el Censo de Población y Vivienda realizado en 2020 por el Instituto Nacional de Estadística y Geografía, es de 20 982 personas.
La densidad de población asciende a un total de 141.75 personas por kilómetro cuadrado.

### Localidades
En el censo de 2020 el municipio de Vista Hermosa contaba con 12 localidades.
| Código INEGI    | Localidad                | Población (2020) |
| --------------- | ------------------------ | ---------------- |
| 161050001       | Vista Hermosa de Negrete | 12 434           |
| 161050004       | El Capulín               | 2 556            |
| 161050002       | El Alvareño              | 1 956            |
| 161050003       | La Angostura             | 1 410            |
| 161050006       | Los Pilares              | 1 322            |
| 161050005       | El Cuenqueño             | 1 217            |
| 161050007       | Negrete                  | 59               |
| 161050009       | Los Fresnos              | 9                |
| 161050021       | Las Alejandras           | 6                |
| 161050024       | Asteca de Michoacán      | 5                |
| 161050017       | Rafael Melgoza           | 4                |
| 161050022       | Las Casitas              | 4                |
| Total municipal | Total municipal          | 20 982           |

## Política

### Representación legislativa
Para la elección de diputados locales al Congreso de Michoacán y de diputados federales a la Cámara de Diputados federal, el municipio de Vista Hermosa se encuentra integrado en los siguientes distritos electorales:
Local:
- Distrito electoral local de 4 de Michoacán con cabecera en Jiquilpan de Juárez.[11]

Federal:
- Distrito electoral federal 4 de Michoacán con cabecera en Jiquilpan de Juárez.[12]